# 1-800-273-8255
Singles de Logic
Black Spiderman (en)
(2017) You Can Count On Me
(2017)
Singles par Alessia Cara
Stay
(2017) Growing Pains (en)
(2018)
Singles par Khalid
Electric
(2017) Rollin (en)
(2017)
1-800-273-8255 est une chanson du rappeur américain Logic en featuring avec Alessia Cara et Khalid. Elle est sortie le 28 avril 2017 par Visionary Music Group (en) et Def Jam Recordings, en tant que troisième extrait du troisième album studio de Logic, Everybody (2017).
Le nom de la chanson, inhabituel, est le numéro de téléphone de la National Suicide Prevention Lifeline (en) (NSPL), un numéro de téléphone d'un réseau de prévention du suicide.
Produite par Logic et 6ix, la chanson est écrite par les trois artistes qui chantent, avec 6ix et Drew Taggart des Chainsmokers.
1-800-273-8255 a atteint la place no 3 du Billboard Hot 100 et est nommée pour le Grammy Award de la chanson de l'année et le Grammy Award du meilleur clip à la 60e cérémonie des Grammy Awards.